# Marie d'Orléans (1959)
Pour les articles homonymes, voir Marie d’Orléans.
Marie d’Orléans, devenue par son mariage, princesse de Liechtenstein, née le 3 janvier 1959, à Boulogne-Billancourt, dans le département de la Seine (actuels Hauts-de-Seine), en France, est la fille aînée du prétendant Henri d’Orléans, comte de Paris, duc de France et de sa première épouse, Marie-Thérèse de Wurtemberg, actuelle duchesse de Montpensier.

## Biographie
Née le 3 janvier 1959 à la clinique du Belvédère à Boulogne-Billancourt, Marie d'Orléans, fille aînée et premier des cinq enfants d'Henri d'Orléans et de Marie-Thérèse de Wurtemberg, est baptisée le 20 janvier 1959 en la chapelle de l'archevêché de Paris par mgr Maurice Feltin, archevêque de Paris. Elle est la filleule du duc Philippe Albert de Wurtemberg, son grand-père maternel et d'Isabelle d'Orléans-Bragance, sa grand-mère paternelle,,. 
Elle étudie au Sacré-Cœur de Saint-Maur puis à l'Institut St. Dominique, près de Fribourg en Suisse. Après l'obtention de son baccalauréat, Marie d'Orléans s’inscrit à l’Institut catholique de Paris (ICP) où elle obtient un diplôme d'Interprète en allemand et en anglais. Elle a également obtenu un DEUG en allemand,. 
Aînée de cinq enfants, dont deux sont handicapés mentaux, Marie d'Orléans s'est investie en faveur des enfants défavorisés. En 1981, elle a passé plusieurs mois au service des enfants nécessiteux dans les favelas brésiliennes avec la communauté Foi et Lumière. Par la suite, elle a travaillé un an à Paris pour un périodique catholique, L'Homme Nouveau. En 1984, Marie d'Orléans est retournée à Genève pour organiser le programme « Enfants de la rue », qui s'inscrit dans le cadre du BICE (Bureau international catholique de l'enfance). Transférée par le BICE à Paris, Marie d'Orléans est devenue chef de la Commission des Services Spécialisés qui parraine des conférences internationales dans le domaine de la formation et de la pastorale au niveau de l'enfance défavorisée,.

## Mariage et descendance
Lors d'une mission de travail à Rio de Janeiro en septembre 1988, Marie d’Orléans assiste à un dîner offert par Isabelle d'Orléans-Bragance (1944-2017) où elle rencontre leur cousin mutuel, le prince Gundakar de Liechtenstein (descendant comme elles de Louis-Philippe Ier). Né à Vienne en 1949, le prince Gundakar a suivi des études d'économie en Autriche, avant d'être diplômé du Royal College agricole en Angleterre. Après avoir travaillé plusieurs années pour une grande banque allemande à São Paulo, il achète des terres agricoles dans la région du Mato Grosso. Il passe deux mois par an au Brésil et le reste du temps il gère la propriété forestière et agricole familiale en Basse-Autriche,.
Ils se marient le 22 juillet 1989 à Dreux, et religieusement dans l'église du château de Friedrichshafen, le 29 juillet suivant. Il s'agit du premier mariage d'un membre de la maison d'Orléans avec une famille régnante depuis 1929, celui de Françoise d'Orléans avec Christophe de Grèce.
De cette union sont issus cinq enfants, portant la qualification d'altesse sérénissime :
- la princesse Léopoldine Éléonore Thérèse Marie de Liechtenstein, née le 27 juin 1990 à Vienne[9] et fiancée le 14 janvier 2025 à Bruno Walter Pedrosa João ;
- la princesse Maria-Immaculata Elisabeth Rose Aldegunde de Liechtenstein, née le 15 décembre 1991 à Vienne[9] ;
- le prince Johann-Wenzel Karl Emmeram Bonifacius Maria de Liechtenstein, né le 16 mars 1993 à Vienne[9], marié civilement à Vaduz le 10 avril 2023, puis religieusement le 10 juin suivant à Vienne avec Felicitas comtesse von Hartig, née le 10 avril 1994 à Vienne[11],[12], dont :
  - la princesse Josefine de Liechtenstein (née le 21 août 2024)[13] ;
- la princesse Margarethe Franziska Daria Wilhelmine Marie de Liechtenstein, née le 10 janvier 1995 à Vienne[9] ;
- le prince Gabriel Karl Bonaventura Valerian Alfred Maria de Liechtenstein, né le 6 mai 1998 à Vienne[9].

## Titulature, décorations et distinctions

### Titulature de courtoisie
- 3 janvier 1959 — 22 juillet 1989 : Son Altesse Royale la princesse Marie d'Orléans

### Titulature officielle
- depuis le 22 juillet 1989 : Son Altesse Sérénissime la princesse Gundakar de Liechtenstein, comtesse à Rietberg

### Décorations dynastiques étrangères
- Grand-croix honoraire de l'ordre royal de Sainte-Isabelle (maison de Bragance, 4 juillet 2004)[14],[15].

### Distinctions
- Marraine du 7e bataillon de chasseurs alpins (2009) dont la tradition est de confier ce rôle à une descendante de Ferdinand-Philippe d'Orléans, créateur des Chasseurs à pied[16].